# Liste von Orgeln in der Karlsbader Region
Diese Liste von Orgeln in der Karlsbader Region umfasst Orgeln der  Karlsbader Region (Ústecký kraj). Sie ist Teil der Liste von Orgeln in Tschechien. Die Liste erhebt keinen Anspruch auf Vollständigkeit.

## Orgeln
Die erste Spalte zeigt den Ort (Stadt, Stadtteil, Gemeinde bzw. Ortsteil) an. Die zweite Spalte gibt das jeweilige Gebäude (Kirche) an, in der sich die Orgel befindet. In der vierten Spalte sind der Erbauer der Orgel (und die Opuszahl des Werks) angeführt. In der sechsten Spalte bezeichnet die römische Zahl die Anzahl der Manuale, ein großes „P“ ein selbstständiges Pedal. Die arabische Zahl gibt die Anzahl der klingenden Register an. Die letzte Spalte bietet Angaben zum Erhaltungszustand sowie Links mit weiterführender Information. 

Anmerkung: Die tschechische Orgel-Datenbank (Varhany Databáze unter www.varhany.net) liefert gute Angaben zur Historie der Orgeln, gibt aber nur wenig Hinweise zum Erhaltungszustand bzw. Verbleib der Orgeln.
| Ort                                        | Gebäude | Bild | Orgelbauer                                                  | Jahr      | Manuale | Register | Bemerkungen |
| ------------------------------------------ | --- | ---- | ----------------------------------------------------------- | --------- | ------- | -------- | --- |
| Aš (Asch)                                  | Evangelische Dreifaltigkeitskirche Asch (Kostel sv. Trojice Aš) (Lage)                                                |      | E. F. Walcker & Cie., Ludwigsburg Opus 1608                 | 1911      | III/P   | 61       | 1960 durch Brand zerstört |
| Aš (Asch)                                  | Kirche St. Nikolaus (Kostel sv. Mikuláše) (Lage)                                                                      |      | Johann Georg Sommer († 1916), Franzensbad                   | 1871      | II/P    | 14       | [ 2 ] |
| Bečov nad Teplou (Petschau)                | Pfarrkirche St. Georg Petschau (Kostel svatého Jiří) (Lage)                                                           |      | Christoph Müller, Auschowitz                                | 1896      | I/P     | 10       | [ 3 ] |
| Boží Dar (Gottesgab)                       | Kirche St. Anna (Lage)                                                                                                |      | Gebrüder Rieger, Jägerndorf                                 | 1892      | II/P    | 14       | [ 4 ] |
| Cheb (Eger)                                | Kirche St. Nikolaus Eger (Kostel sv. Mikuláše Cheb) (Lage)                                                            |      | Martin Zaus (1861–1905), Eger                               | 1894      | III/P   | 40       | 1927 Umbau durch Anton Mauracher (1896–1962)                                                                                            |
| Cheb (Eger)                                | Kirche St. Klara Eger (Kostel sv. Kláry Cheb) (Lage)                                                                  |      | Rieger-Kloss, Krnov Opus 3425                               | 1974      | III/P   | 57       | jetzt in der Galerie der bildenden Künste in Cheb St. Clara, mit Konzertsaal                                                            |
| Cheb (Eger)                                | Klosterkirche Mariä Himmelfahrt im Franziskanerkloster (Kostel Zvěstování Panny Marie) (Lage)                         |      | unbekannt                                                   | 1754      | II/P    |          | um 1900 Orgel von 1754 eingebaut, jetzt nur noch Dekoration                                                                             |
| Cheb (Eger)                                | Wenzelskirche im Dominikanerkloster Kirche Eger (Kostel sv. Václava) (Lage)                                           |      | Martin Zaus, Eger                                           | 1904      | II/P    | 17       | [ 10 ] |
| Cheb (Eger)                                | Bartholomäuskirche Eger (Kostel sv. Bartoloměje) (Lage)                                                               |      | Martin Zaus, Eger                                           | 1897      | I/P     | 10       | [ 11 ] |
| Cheb (Eger)                                | Ehem. Klosterkirche Heiligkreuz Eger (Klášterní kostel Nalezení sv. Kříže) (Lage)                                     |      | Gebrüder Rieger, Jägerndorf                                 | 1933      | II/P    | 28       | 1952 nach Brünn in die Jesuitenkirche Mariä Himmelfahrt versetzt, Kirche abgerissen                                                     |
| Chlum Svaté Maří (Maria Kulm)              | Wallfahrtskirche Maria Kulm (Poutní kostel Nanebevzetí Panny Marie a svaté Maří Magdaleny) (Lage)                     |      | Martin Zaus, Eger                                           | 1895      | II/P    | 25       | siehe auch die versetzte Orgel aus Habertice                                                                                            |
| Františkovy Lázně (Franzensbad)            | Kreuzerhöhungskirche Franzensbad (Kostel Povýšení sv. Kříže) (Lage)                                                   |      | Martin Zaus, Eger                                           | 1899      | II/P    | 16       | [ 14 ] |
| Horní Blatná (Bergstadt Platten)           | Laurentiuskirche Platten (Kostel sv. Vavřince) (Lage)                                                                 |      | Josef Prediger (1812–1891), Albrechtsdorf                   | 1847      | II/P    | 17       | [ 15 ] [ 16 ] |
| Horní Slavkov (Schlaggenwald)              | Kirche St. Georg Schlaggenwald (Kostel svatého Jiří Horní Slavkov) (Lage)                                             |      | Vincenz und Franz Adam Gärtner, Tachau                      | 1785      | II/P    | 18       | Barockorgel 1976 durch Brand und Vandalismus zerstört                                                                                   |
| Hranice (Roßbach)                          | Evangelische Kirche St. Martin (Evangelický kostel) (Lage)                                                            |      | Carl Eduard Schubert (1830–1900), Adorf/Vogtl. Opus 1       | 1860      | II/P    | 30       | Nachbau einer Orgel von Gottfried Silbermann (1683–1753), siehe Silbermann-Orgel in der Kirche St. Peter und Paul in Reichenbach/Vogtl. |
| Hroznětín (Lichtenstadt)                   | Kirche St. Peter und Paul (Kostela sv. Petra a Pavla) (Lage)                                                          |      | Heinrich Schiffner (1853–1938), Prag                        | 1876      | II/P    | 14       | [ 21 ] [ 22 ] |
| Jáchymov (Sankt Joachimsthal)              | Kirche des hl. Joachim (Kostel sv. Jáchyma a sv. Anny Jáchymov) (Lage)                                                |      | Georg Friedrich Steinmeyer (1819–1901), Oettingen in Bayern | 1875      | II/P    | 25       | [ 23 ] [ 24 ] |
| Karlovy Vary (Karlsbad)                    | Grandhotel Pupp (Slávností sál) (Lage)                                                                                |      | Gebrüder Rieger, Jägerndorf Opus 2190                       | 1925      | III/P   | 56       | Umbau 1988 durch Rieger-Kloss (Opus 3607)                                                                                               |
| Karlovy Vary (Karlsbad)                    | Kirche der hl. Maria Magdalena Karlsbad (Kostel sv. Máří Magdaleny) (Lage)                                            |      | Martin Zaus, Eger                                           | 1899      | II/P    | 30       | [ 26 ] |
| Karlovy Vary (Karlsbad)                    | Evangelische Peter-Paul-Kirche Karlsbad (Evangelický kostel sv. Petra a Pavla) (Lage)                                 |      | Julius Jahn, Dresden                                        | 1894      | II/P    | 20       | [ 27 ] |
| Karlovy Vary-Sedlec (Karlsbad-Zettlitz)    | Annenkirche Karlsbad (Kostel sv. Anny) (Lage)                                                                         |      | Johann Leopold Rausch (1719–1791), Pilsen                   | 1754      | II/P    | 15       | [ 28 ] |
| Kynšperk nad Ohří (Königsberg an der Eger) | Pfarrkirche Mariä Himmelfahrt Königsberg (Kostel Nanebevzetí Panny Marie Kynšperk) (Lage)                             |      | Martin Zaus, Eger                                           | 1902      | II/P    | 24       | [ 29 ] [ 30 ] |
| Lázně Kynžvart (Bad Königswart)            | Kirche der hl. Margarethe Königswart (Kostel svaté Markéty) (Lage)                                                    |      | Martin Zaus, Eger                                           | 1898      | II/P    | 20       | [ 31 ] |
| Loket (Elbogen)                            | Wenzelskirche Elbogen (Kostel sv. Václava) (Lage)                                                                     |      | Johann Leopold Burkhardt (1873–1741), Elbogen               | 1725      | II/P    | 12       | [ 32 ] |
| Luby (Schönbach)                           | Kirche St. Andreas in Schönbach (Kostel sv. Ondřeje Luby) (Lage)                                                      |      | unbekannt                                                   |           |         |          | [ 33 ] |
| Mariánské Lázně (Marienbad)                | Dekanatskirche Mariä Himmelfahrt Marienbad (Kostel Nanebevzetí Panny Marie) (Lage)                                    |      | Christoph Müller, Auschowitz                                | 1906–1909 | III/P   | 45       | Orgel mit 2800 Pfeifen |
| Mnichov (Einsiedl)                         | Kirche St. Peter und Paul Einsiedl (Kostel sv. Petra a Pavla) (Lage)                                                  |      | Christoph Müller, Auschowitz                                | 1898      | I/P     | 12       | [ 36 ] |
| Nejdek (Neudek)                            | Martinskirche (Kostel sv. Martina) (Lage)                                                                             |      | Heinrich Schiffner, Prag                                    | 1906      | II/P    | 20       | [ 37 ] |
| Nejdek (Neudek)                            | Evangelische Erlöserkirche Neudek (Evangelický kostel Vykupitele) (Lage)                                              |      | unbekannt                                                   |           |         |          | [ 38 ] |
| Ostrov nad Ohří (Schlackenwerth)           | Kirche St. Michael (Kostel sv. archanděla Michaela a Panny Marie Věrné) (Lage)                                        |      | Johann Leopold Rausch (1719–1791), Pilsen                   | 1752      | II/P    | 24       | [ 39 ] [ 40 ] |
| Ovesné Kladruby (Habakladrau)              | Kirche St. Laurentius (Kostel sv. Vavřince Ovesné Kladruby) (Lage)                                                    |      | Christov Müller, Mühlbach                                   | 1893      | I/P     | 12       | [ 41 ] |
| Planá u Mariánských Lázní (Plan)           | Wallfahrtskirche St. Anna (Kostel sv. Anny) (Lage)                                                                    |      | Leopold Johann Burkhardt, Elbogen                           | 1730      | II/P    | 15       | [ 42 ] [ 43 ] |
| Pomezí nad Ohří (Mühlbach)                 | Jakobskirche Mühlbach (Kostel sv. Jakuba) (Lage)                                                                      |      | unbekannt                                                   |           |         |          | [ 44 ] |
| Sokolov (Falkenau)                         | Kirche des hl. Jakobus (Kostel sv. Jakuba Většího Sokolov) (Lage)                                                     |      | Martin Zaus, Eger                                           | 1900      | II/P    | 25       | [ 45 ] |
| Sokolov (Falkenau)                         | Kirche des hl. Antonius von Padua im ehem. Kapuzinerkloster Falkenau (Kostel sv. Antonína Paduánského Sokolov) (Lage) |      | Martin Zaus, Eger                                           | 1894      | II/P    | 12       | [ 46 ] |
| Štědrá (Stiedra)                           | Kirche Mariä Geburt Stiedra (Kostel Narození Panny Marie Štědrá) (Lage)                                               |      | unbekannt                                                   |           | I/P     | 8        | [ 47 ] |
| Teplá (Tepl)                               | Klosterkirche Mariä Verkündigung Tepl (Klášterní kostel Zvěstování Panny Marie) (Lage)                                |      | Anton Johann und Johann Egidius Gärtner, Tachau             | 1754–1760 | III/P   | 34       | [ 48 ] |
| Teplá (Tepl)                               | Dekanatskirche des Hl. Ägidius Tepl (Kostel sv. Jiljí) (Lage)                                                         |      | Johann Georg Sommer († 1916), Franzensbad                   | 1882      | II/P    | 18       | [ 49 ] |
| Toužim (Theusing)                          | Dekanatskirche Mariä Geburt (Kostel Narození Panny Marie) (Lage)                                                      |      | Christoph Müller, Auschowitz                                | 1902      | II/P    | 14       | [ 50 ] |
| Žlutice (Luditz)                           | Kirche St. Peter und Paul Luditz (Kostel sv. Petra a Pavla) (Lage)                                                    |      | Franz Prokop Nolli (1744–1814), Neumarkt bei Pilsen         | 1775      | II/P    | 16       | [ 51 ] |